# Lemyethna-Tempel

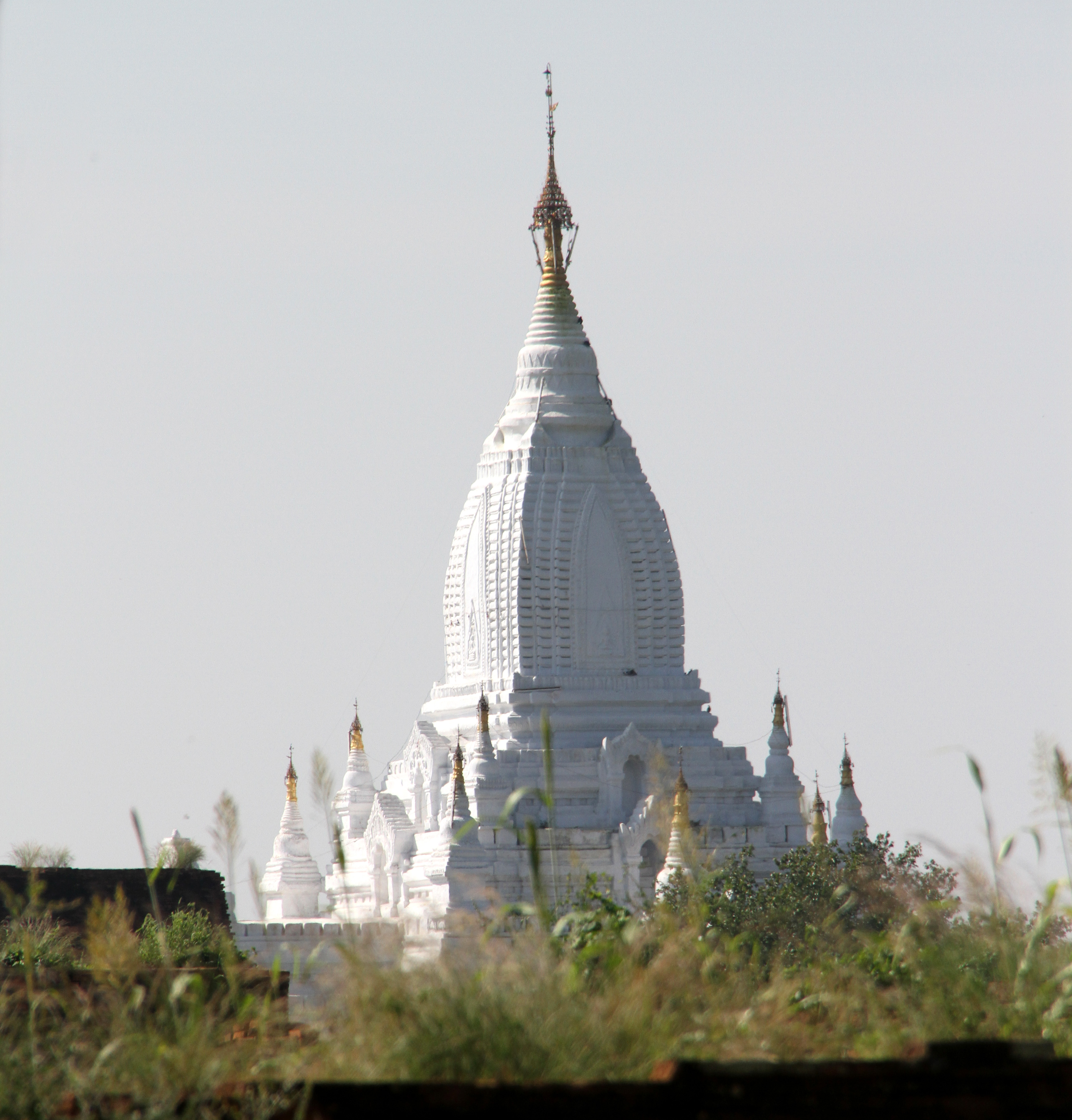
Lemyethna-Tempel

Der Lemyethna-Tempel ist ein buddhistischer Tempel in Bagan, Myanmar, nördlich des Dorfes Minnanthu. 

## Geschichte
Er wurde 1222 unter König Htilominlo erbaut.

## Beschreibung
Der Tempel fällt auf wegen seines weißen Anstrichs und besticht durch den schlanken hohen Shikhara, welcher quadratisch beginnt und sich im oberen Bereich rundet. 